# Nojimaia nipponica
Genre
Espèce
Nojimaia nipponica, unique représentant du genre Nojimaia, est une espèce d'araignées aranéomorphes de la famille des Theridiidae.

## Distribution
Cette espèce est endémique du Japon.

## Étymologie
Son nom d'espèce lui a été donné en référence au lieu de sa découverte, le Japon. Ce genre est nommé en l'honneur de Koichi Nojima.

## Publication originale
- Yoshida, 2009 : Three new genera and three new species of the family Theridiidae. The Spiders of Japan with keys to the families and genera and illustrations of the species. Tokai University Press, Kanagawa, p. 71-74.